# Olhos-d'Água
Olhos-d'Água är en kommun i Brasilien.   Den ligger i delstaten Minas Gerais, i den sydöstra delen av landet, 500 km öster om huvudstaden Brasília. Antalet invånare är 5 264.
I omgivningarna runt Olhos-d'Água växer huvudsakligen savannskog. Runt Olhos-d'Água är det mycket glesbefolkat, med 5 invånare per kvadratkilometer.